# Plicisyrinx decapitata
Plicisyrinx decapitata is een slakkensoort uit de familie van de Pseudomelatomidae. De wetenschappelijke naam van de soort is voor het eerst geldig gepubliceerd in 1986 door Sysoev & Kantor.